# Rainerowa Chatka

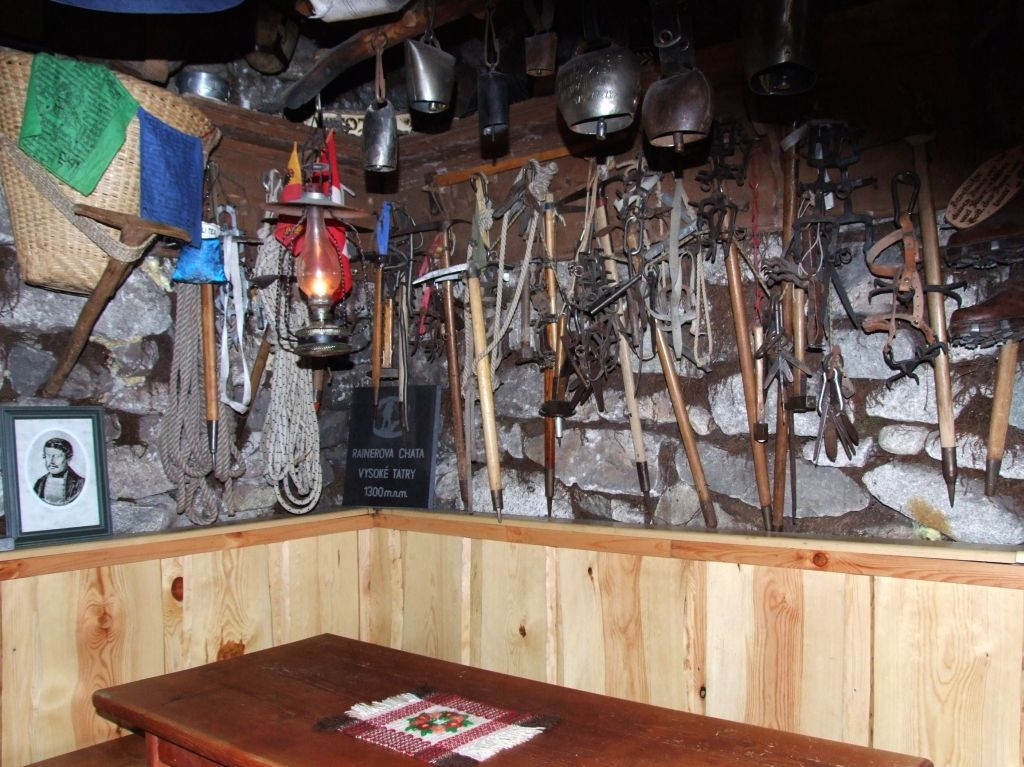
Muzeum

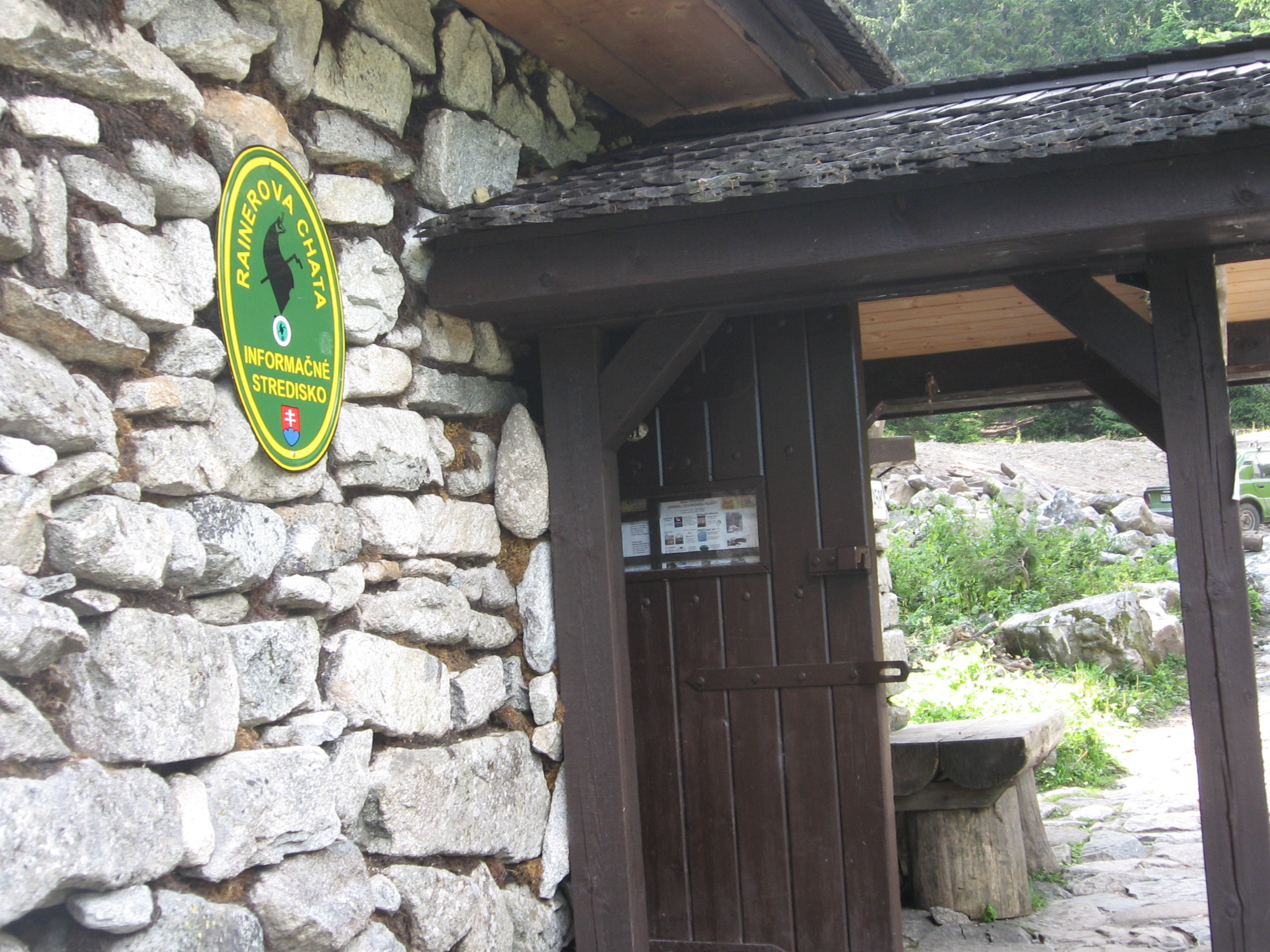
Wejście do chaty

Rainerowa Chatka, chata Rainera (słow. Rainerova chata, Rainerka) – dawne schronisko dla turystów, położone na wysokości 1301 m n.p.m. w Dolinie Zimnej Wody, u zbiegu Doliny Staroleśnej (Veľká Studená dolina) i Doliny Małej Zimnej Wody (Malá Studená dolina) w słowackich Tatrach Wysokich na Staroleśnej Polanie. Pierwsze schronisko turystyczne wzniesione po południowej stronie Tatr i najstarszy zachowany do dziś budynek schroniskowy w Tatrach.

## Historia i opis
Najstarsze z zachowanych schronisk tatrzańskich, choć już od wielu lat nie pełni tej funkcji. Pomimo to obecnie jeszcze na niektórych mapach i w niektórych przewodnikach nosi nazwę Schroniska Rainera. Wybudowane zostało w 1865 r. przez ówczesnego dzierżawcę Starego Smokowca, Johanna Georga Rainera, dla turystów przyjeżdżających tutaj, aby zwiedzić Wodospady Zimnej Wody. Nosiło wówczas w języku niemieckim nazwę Rainerhütte, a po węgiersku Rainer-kunyhó.
Mała, kamienna budowla, kryta gontowym dachem, nie miała fundamentów. Szpary w kamiennych murach były uszczelnione gliną wymieszaną z mchem i ściółką leśną. Wyposażona była jedynie w pryczę i miejsce na ognisko. Dym uciekał przez mały otwór w dachu, a małe okienka prawie nie oświetlały wnętrza. Po śmierci Rainera w 1872 r. zaczęła podupadać. W latach 1876–1877 jeszcze ją remontowano, lecz już w 1884 r., podczas budowy sąsiedniego budynku przyszłej Chaty Kamzik (Schroniska pod Kozicą), służyła jako noclegownia dla robotników. W następnych latach mieścił się w niej schroniskowy skład, stajnia, magazyn opału, a nawet chlewik. Już w latach 50. XX w. potrzebę jej ochrony podnosił Fero Lipták, jeden ze współzałożycieli IAMES-u, który proponował, by po remoncie urządzić w niej niewielkie muzeum turystyczno-taternickie i punkt sprzedaży pamiątek.
Kiedy w 1980 r. Schronisko pod Kozicą zostało rozebrane, budynek został przejęty przez TANAP. Według planów Biura Głównego Architekta miasta Vysoké Tatry budyneczek miał stać się atrakcją ścieżki dydaktycznej Hrebienok - Skalnaté Pleso, a przez otwarte wejście miało być widoczne skromne wyposażenie schroniska "z epoki", z pryczami, ławami i ogniskiem. Rzeczywiście, w latach 1982–1983 schron został częściowo wyremontowany, nie był jednak wykorzystywany. Wynajął go w 2000 r. (a następnie wydzierżawił) od TANAP-u Peter Petras, który jest tutaj obecnie chatarem.
Chata jest bardzo mała – jednoizbowa, zbudowana z kamienia. Dzisiaj kamienna Rainerowa Chatka nie oferuje noclegów, znajduje się tu bufet, sklep z pamiątkami i muzeum tragarzy tatrzańskich – nosiczów (słow. nosiče). Tuż obok Schroniska Rainera znajdowały się fundamenty dawnego, rozebranego w 1980 roku wspomnianego wyżej Schroniska pod Kozicą (chata Kamzík).

## Szlaki turystyczne
W rejonie chaty znajduje się węzeł szlaków turystycznych:
  – niebieski szlak wiedzie z Tatrzańskiej Łomnicy nad Wielki Wodospad Zimnej Wody, potem w górę Zimnej Wody do Chaty Rainera i dalej do Doliny Staroleśnej.
- Czas przejścia z Tatrzańskiej Łomnicy do chaty: 2 h, ↓ 1:45 h
- Czas przejścia od chaty do Schroniska Zbójnickiego w Dolinie Staroleśnej: 2:15 h, ↓ 1:45 h

  – zielony szlak ze Starego Smokowca przez Smokowieckie Siodełko (Hrebienok) do Długiego Wodospadu i dalej wzdłuż potoku do Schroniska Rainera.
- Czas przejścia ze Starego Smokowca na Siodełko: 1 h, ↓ 30 min
- Czas przejścia z Siodełka do Chaty Rainera: 35 min w obie strony

  – przez Staroleśną Polanę przebiega znakowana czerwono Magistrala Tatrzańska, prowadząca ze Smokowieckiego Siodełka obok Chaty Rainera do Schroniska Zamkovskiego i dalej do Schroniska Łomnickiego.
- Czas przejścia z Siodełka do Schroniska Rainera: 30 min w obie strony
- Czas przejścia od Schroniska Rainera do Schroniska Zamkovskiego: 30 min w obie strony

      – przy Długim Wodospadzie do szlaku zielonego dołącza żółta ścieżka z Tatrzańskiej Leśnej. Szlak ten kończy się przy Wielkim Wodospadzie, stamtąd 15 min szlakami zielonym i niebieskim do chaty. Czas przejścia z Tatrzańskiej Leśnej do chaty: 1:55 h, ↓ 1:40 h